# Augustin Grimaldi
Augustin Grimaldi, mort en 1532, est un prélat français du XVIe siècle. Il devint régent de la seigneurie de Monaco (1523-1532) à la mort de son frère Lucien, au nom de son neveu Honoré.

## Biographie
Augustin Grimaldi est membre de la famille des Grimaldi d'Antibes et est le fils de Lambert Grimaldi, seigneur de Monaco, et de sa cousine Claudine Grimaldi, héritière de la principauté de Monaco.
Il est nommé évêque de Grasse, après la mort de son oncle Jean-André, et comme lui, il est abbé commendataire de l'abbaye de Lérins, son coadjuteur à partir de 1499. Augustin Grimaldi est aussi conseiller et aumônier du roi et conseiller extraordinaire au Parlement de Provence et en 1517 il assiste au cinquième concile du Latran.

## Armoiries
| Blason | Blasonnement : Fuselé d'argent et de gueules. |